# Lanzarote (vino)

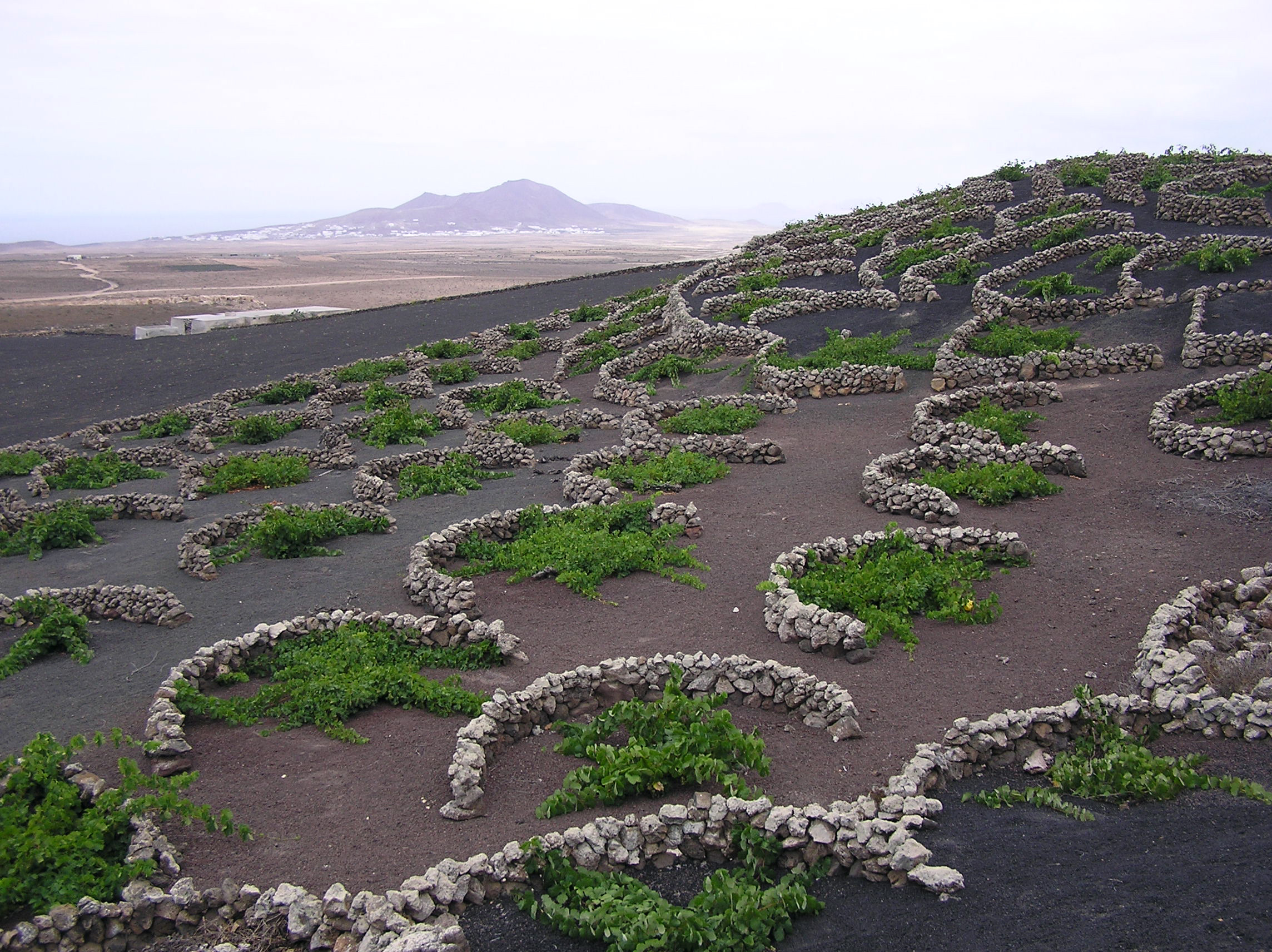
Vigneto di Lanzarote nella cenere vulcanica

Il Lanzarote è un vino DOC spagnolo prodotto nell'isola spagnola di Lanzarote (Isole Canarie). Ottenne la denominazione nel 1993.
Ha una produzione di 1.900.000 bottiglie all'anno circa (2010) su una superficie complessiva di 1.900 ettari.

## Uva

### Bianche
- Malvasia,
- Breval
- Burrablanca
- Diego
- Moscatel
- Listán blanco
- Pedro Ximénez

### Rosse
- Negramoll (Mulata)
- Listán negro o negra común

## Tipi di vino
- Vino bianco secco, graduazione alcolica mínima 10,5%
- Semidulce (semidolce)
- Dulce clásico (dolce classico), graduazione alcolica mínima 15%
- Rosado (rosato), graduazione alcolica mínima 11%
- Tinto graduazione alcolica mínima 11%
- Vino liquoroso, graduazione alcolica mínima 15%
- Vino espumoso, graduazione alcolica tra 15 e 22%, ottenuta secondo il metodo tradizionale, a partir da almeno l'85 %, di uva malvasía o uva moscatel.